# 里水镇
里水镇是中华人民共和国广东省佛山市南海区下辖的一个镇。东部与广州相连，西距佛山市区10多公里，广佛高速公路、佛山一环高速公路贯穿其中，珠江三角洲河网遍布全镇。2019年中国百强乡镇第24名。

## 行政区划
里水镇下辖以下村级行政区划单位：
新兴社区、金和社区、里水社区、沙涌社区、草场社区、河村社区、甘蕉社区、胜利社区、大步社区、洲村社区、大冲社区、大石社区、新联社区、流潮村、邓岗村、得胜村、宏岗村、赤山村、麻奢村、布新村、岗联村、北沙村、瑶头村、鹤峰村、和顺村、共同村、白岗村、文教村、贤僚村、鲁岗村、汤村、小布村、金利村、建星村、逢涌村、石塘村和和桂工业园社区。